# آمفی‌تئاتر پالمیرا
آمفی‌تئاتر پالمیرا (عربی: مسرح تدمر، آوانگاری: Masraḥ Tadmur، ت. «Palmyra Theatre») یک تئاتر متعلق به رم باستان است که در بیابان شام واقع شده‌است. این تئاتر ناتمامی است که در دوران سلسله امپراتوری رم تحت فرمانروایی سپتیموس سوروس در قرن دوم بناشد.
آثار باقیمانده از تئاتر تا کنون بازسازی شده‌است. اما از هنگام ظهور داعش در عراق در مه ۲۰۱۵ یک بار توسط داعش اشغال شد ولی در مارس ۲۰۱۶ با تهاجم نیروهای دولتی و با حمایت و پوشش هوایی روسیه به پالمیرا باز پس گرفته شد.

## موقعیت
آمفی‌تئاتر قرن دوم میلادی در وسط سن نیم دایره‌ای که محل نشستن تماشاچیان است ساخته شده و به دروازه جنوبی پالمیرا باز می‌شود. این آمفی تئاتر ۸۲تا ۱۰۴متری (۲۶۹تا ۳۴۱فوت) با ردیف ستونهای اصلی به سمت جنوب غربی تا خیابان امتداد دارد. قطر جایگاه نیم دایره‌ای تماشاچیان که ساختش ناتمام مانده ۹۲متر (۳۰۲فوت) است و فقط شامل یک نیم‌دایره، کمترین بخش جایگاه، و محل استقرار ارکستر در اطراف آن است.

## نگارخانه

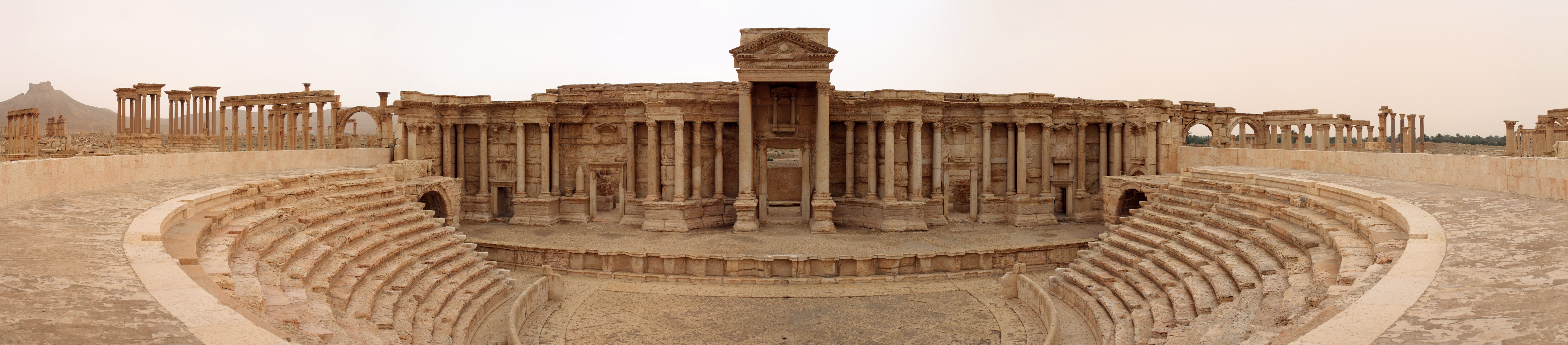
تصویر پانورامیک از فضای نشیمن نیم کره ای آمفی تئاتر در سال ۲۰۱۰
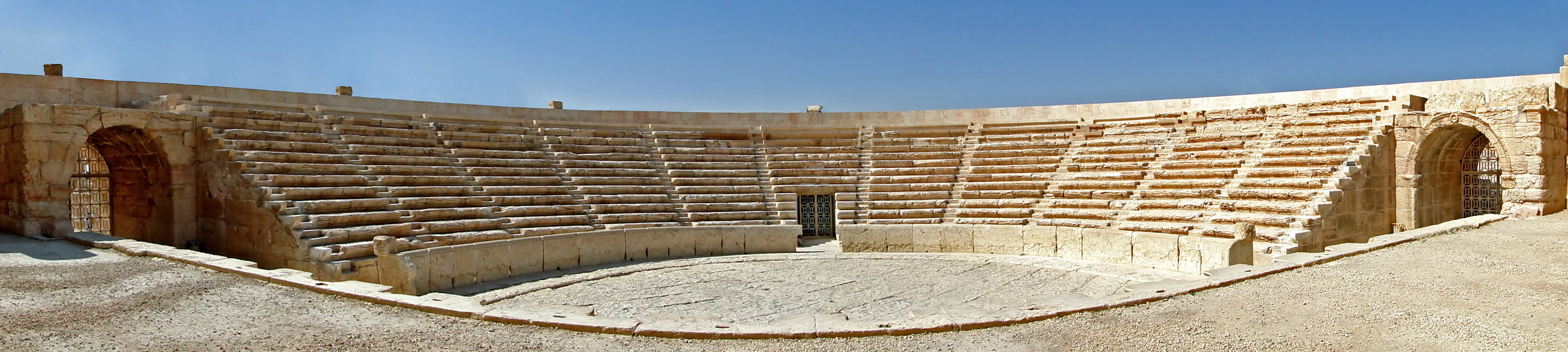
تصویر پانورامیک از فضای صحنه نیم کره ای آمفی تئاتر در سال ۲۰۱۰